# 川崎巳三郎
川崎 巳三郎（かわさき みさぶろう、1905年11月29日 - 1982年12月2日）は、日本の評論家。ペンネームは河本 勝男。

## 人物・経歴
千葉県東金市出身。1931年東京商科大学（現一橋大学）卒業。マルクス経済学者大塚金之助の門下。
大学卒業後は、企画院嘱託を経て、満鉄調査部員となり、満鉄調査部事件で石堂清倫、中西功、野々村一雄らとともに検挙された。
日本共産党自治体部副部長や、プロレタリア科学研究所常任中央委員も務め、左翼の理論家として知られた。

## 著書
- 『戦後経済の基本問題』（改造社） 1948年
- 『戦後経済危機の発展過程』（研進社） 1948年
- 『恐慌』（岩波書店） 1949年
- 『関寛斎 : 蘭方医から開拓の父へ』（新日本出版社） 1980年
- 『インフレーション理論に関する若干の文献について』（はるかぜ書房） 2016年

## 翻訳
- 『現代の信用及び信用組織』（トラハテンベルグ、叢文閣） 1934年
- 『財政・租税・公債 : マルクス記念論文集』（レニングラード財政=経済研究所編著、平館利雄共訳、叢文閣） 1935年